# Чехович, Леон Ромуальдович
Лео́н Ромуа́льдович Чехо́вич (1837, имение Павлиново, Рачковщина, Виленская губерния — после 1913, Вильно) — инженер-подпоручик русской армии, участник восстания 1863—1864 гг. в Свенцянском уезде. Старший брат Густава Чеховича.

## Биография
Родился в 1837 году в Рачковщине под Сенцянами в дворянской семье герба Остоя.
Окончил Константиновское военное училище. Затем продолжил образование в Военно-инженерной академии в Санкт-Петербурге.
Присоединился к тайной организации Сераковского-Домбровского в Петербурге.
Во время обыска в одной из фотомастерских, где тиражировались антиправительственные призывы, была обнаружена фотография группы столичных офицеров в повстанческих свитках. Среди них был и Леон.

### Восстание
С началом восстания покинул службу и присоединился к повстанцам. В лесу возле Гервят (Свенцянский уезд) организовал отряд количеством 100 человек.
Его брат Густав Чехович в последующем был назначен командиром отряда. Леон занимал должность начальника штаба. Кроме того, в отряде рядовыми бойцами служили еще два их брата — Титус и молодой гимназист Андрей.
Первоначальной задачей отряда Чеховичей было соединение с отрядом Винцента Козелл-Поклевского, который действовал в соседнем Вилейском уезде. Однако разгром отряда Винцента Козелл-Поклевского частями регулярной армии нарушил этот план; отряд Чеховичей направился на юг в Любанские леса.
5 июня 1863 года на рассвете отряд повстречался с карателями в урочище Битый Лог возле деревни Любки. Во время отступления Леон Чехович с частью отряда был отрезан от основных сил во главе с Густавом Чеховичем и скрылся в болотистой местности. Из-за отсутствия возможности соединиться с братом перешёл на противоположный берег реки Нарочь и отступил в Вишневские леса.
В скором времени Леон Чехович с отрядом направился на север — в направлении Кобыльника и Постав. Когда повстанцы проходили вблизи Постав, на них напала крестьянская стража во главе с подофицером Данилой Куриловым. Повстанцы, часто отстреливаясь, продолжили свой путь. 24 июня 1863 в Поставы из Свенцян для поимки повстанцев прибыли две роты пехоты во главе с полковником Розлачем. Однако солдаты не обнаружили никаких следов повстанцев и вынуждены были вернуться в Свенцяны.
Повстанцы Леона Чеховича прибыли в деревню Кропивники Дисненского уезда. 26 июня 1863 года из Дисны для их поимки была направлена карательная экспедиция. Две роты разными дорогами направились к Кропивникам; одной ротой командовал подполковник Беляев, второй — капитан Михайловский. Встреча с повстанцами произошла, едва только солдаты вошли в Кропивницкий лес. Пути к отступлению у Леона Чеховича не было, и повстанцы вынуждены были принять бой. Во время скоротечного боя большинство повстанцев погибло, 13 попали в плен, в том числе сам Леон Чехович.
Был заключён в Динабургскую крепость; написал письмо к властям с раскаяниями. Осуждён на 12-летнюю каторгу. После освобождения занимался строительными работами в Иркутске.
Накануне Первой мировой войны в 1913 году вернулся в Вильно, где вскоре умер.